# Aracıq Dağı
Aracıq Dağı är ett berg i Azerbajdzjan. Det ligger i den sydvästra delen av landet, 400 kilometer väster om huvudstaden Baku. Toppen på Aracıq Dağı är 3 046 meter över havet, eller 124 meter över den omgivande terrängen. Bredden vid basen är 1,8 km.
Terrängen runt Aracıq Dağı är huvudsakligen kuperad, men norrut är den bergig. Runt Aracıq Dağı är det ganska glesbefolkat, med 29 invånare per kvadratkilometer.. Närmaste större samhälle är Şahbuz, 19,4 kilometer väster om Aracıq Dağı. 
Trakten runt Aracıq Dağı består i huvudsak av gräsmarker.